# 全谱作战装备两栖突击背心
全谱作战装备两栖突击背心（英語：Full Spectrum Battle Equipment Amphibious Assault Vest，又稱FSBE战斗背心 ） 是一种轻型攻击背心系统，集保护和货物固定于一体。保护包括软装甲和硬弹道插件。货物保留功能包括通过标准PALS 织带连接的各种袋子和口袋。整个FSBE套件包括背心主体、喉咙保护器、腹股沟保护器和各种承重袋。满载的带有装甲板的背心可能相当重，通常仅用于高风险的直接行动任务。
Eagle Industries 制造的 战斗综合可释放装甲系统（CIRAS）装备套件目前是新的FSBE II系统，并已取代FSBE AAV。
在此之前，FSBE系列取代了原力侦察队自1996年以来使用的较旧的近距离战斗装备突击背心（CQBE AV）。该套件面向平民提供，FSBE背心本体的价格起价为500美元。此价格不包括任何辅助袋或软装甲或硬弹道装甲插件。
这款背心的独特之处在于其快速释放系统，使海军陆战队员能够在紧急情况下非常快速地脱掉整个背心。这种快速释放功能也用于较新的模块化板载具，例如Paraclete 可释放突击背心，是为了响应 1999 年 12 月 9 日CH-46E 海骑士直升机在太平洋上空坠毁而开发的。第1侦察连第5排的多名队员因无法及时弹开重型装甲游走而溺水身亡。只有一名海军陆战队员能够成功抛弃装备并幸存。FSBE 背心由Point Blank Armor（美国）制造，但侦察操作员从多家制造商处购买了额外的模块化承重袋。